# Coupe d'Irlande de football 2011
Navigation
Édition précédente Édition suivante
La Coupe d'Irlande de football 2011 est la 91e édition de la Coupe d'Irlande de football organisée par la Fédération d'Irlande de football. La compétition a commencé le 20 mars 2011, pour se terminer en novembre. Le vainqueur gagne le droit de participer à la Ligue Europa 2012-2013 et à la Setanta Sports Cup 2012.

## Déroulement de la compétition

### Nombre d'équipes par divisions et par tour
45 équipes participent à cette édition de la Coupe d'Irlande.
Les 21 équipes participant au championnat d’Irlande, Premier et First Division, sont directement qualifiées pour le troisième tour.
Les vingt-quatre autres équipes disputent les deux premiers tours. Ces équipes sont issues du A Championship et des divisions provinciales. Quatre sont les équipes premières qui participent au A Championship. Seize sont les équipes de niveau provincial qui se sont qualifiées pour le quatrième tour de la FAI Intermediate Cup et les demi-finales de la FAI Junior Cup.

### Calendrier
- Premier tour le 20 mars 2010
- Deuxième tour le 17 avril 2010
- Troisième tour le 3 juin 2010
- Huitièmes de finale
- Quarts de finale
- Demi-finale
- Finale

## Premier tour
Le tirage au sort a eu lieu le 7 mars 2011   par Paddy McCaul, le président de la FAI et Paul Whelan au siège de la fédération. Les matchs ont  lieu le dimanche 20 mars 2010.
Seules quatre équipes tirées au sort participent à ce tour.
| Club (division)      | Score | Club (division)      | Lieu de la rencontre | Date    |
| -------------------- | ----- | -------------------- | -------------------- | ------- |
| Drumcondra FC        | 2-1   | Glebe North Athletic | Dublin               | 20 mars |
| Glebe North Athletic | 2-0   | Drumcondra FC        |                      | 28 mars |
| Bangor Celtic        | 0-0   | Bluebell United      | Dublin               | 20 mars |
| Bluebell United      | 0-2   | Bangor Celtic        | Dublin               | 26 mars |

## Deuxième tour
Comme pour le premier tour, le tirage au sort a eu lieu le 7 mars 2011   par Paddy McCaul, le président de la FAI et Paul Whelan au siège de la fédération. Les matchs ont  lieu le week-end du 17 avril 2010.
Les deux qualifiés du premier tour rejoignent les 20 équipes directement qualifiées pour le tour.
| Club (division)     | Score | Club (division)      | Lieu de la rencontre | Date          |
| ------------------- | ----- | -------------------- | -------------------- | ------------- |
| St. Michael's       | 0-1   | Glebe North Athletic | -                    | 17 avril 2011 |
| Greystones FC       | 1-1   | Bangor Celtic        | -                    | 17 avril 2011 |
| Bangor Celtic       | 0-2   | Greystones FC        | -                    | 24 avril 2011 |
| Everton AFC         | 2-0   | Fanad United         | -                    | 17 avril 2011 |
| College Corinthians | 0-1   | Sherrif YC           | -                    | 17 avril 2011 |
| Tralee Dynamos      | 0-0   | Youghal United       | -                    | 16 avril 2011 |
| Youghal United      | 2-1   | Tralee Dynamos       | -                    | 23 avril 2011 |
| Rockmount           | 1-4   | New Ross Celtic      | -                    | 15 avril 2011 |
| Sacred Heart        | 2-1   | FC Carlow            | -                    | 17 avril 2011 |
| Avondale United     | 1-1   | Pike Rovers          | -                    | 17 avril 2011 |
| Pike Rovers         | 3-2   | Avondale United      | -                    | 17 avril 2011 |
| Belgrove            | 0-1   | Midleton             | -                    | 17 avril 2011 |
| Cobh Ramblers FC    | 1-2   | Cherry Orchard       | -                    | 16 avril 2011 |
| Glebe North         | 0-1   | Douglas Hall         | -                    | 17 avril 2011 |

## Troisième tour
Le troisième tour voit l’entrée en lice des clubs professionnels disputant les First de Premier Division. Ils rejoignent les onze vainqueurs du deuxième tour. Le tirage au sort a lieu le 9 mai 2011 en direct à la télévision nationale RTE. Les matchs se déroulent le 3 juin 2011.
La grande surprise du tour est l’élimination des professionnels de Salthill Devon par les amateurs de Sherrif YC. Derry City FC, club de tête en Premier Division, se fait battre sèchement par les Wexford Youths qui lutte en bas de la First Division. Les tenants du titre, les Sligo Rovers battent difficilement (3-2) les amateurs de Pike Rovers.
| Club (division)  | Score | Club (division)           | Lieu de la rencontre | Date        |
| ---------------- | ----- | ------------------------- | -------------------- | ----------- |
| Salthill Devon   | 1-2   | Sherrif YC                | -                    | 3 juin 2011 |
| Drogheda United  | 4-0   | Mervue United             | -                    | 3 juin 2011 |
| Waterford United | 3-0   | New Ross Celtic           | -                    | 3 juin 2011 |
| Cherry Orchard   | 1-2   | UC Dublin                 | -                    | 3 juin 2011 |
| Monaghan United  | 4-1   | Everton AFC               | -                    | 3 juin 2011 |
| Wexford Youths   | 4-1   | Derry City FC             | -                    | 3 juin 2011 |
| Crumlin United   | 0-3   | St. Patrick's Athletic FC | -                    | 3 juin 2011 |
| Greystone AFC    | 1-3   | Shelbourne FC             | -                    | 3 juin 2011 |
| Sacred Heart     | 2-4   | Limerick FC               | -                    | 3 juin 2011 |
| Sligo Rovers     | 3-2   | Pike Rovers               | -                    | 3 juin 2011 |
| Bohemian FC      | 3-0   | Douglas Hall              | -                    | 3 juin 2011 |
| Dundalk FC       | 4-1   | Galway United             | -                    | 3 juin 2011 |
| Longford Town    | 1-1   | Finn Harps                | -                    | 3 juin 2011 |
| Finn Harps       | -     | Longford Town             | -                    |             |
| Midleton         | 0-2   | Cork City FC              | -                    | 3 juin 2011 |
| Shamrock Rovers  | 4-0   | Athlone Town              | -                    | 3 juin 2011 |
| Youghal United   | 1-3   | Bray Wanderers            | -                    | 3 juin 2011 |

## Quatrième tour
Le tirage au sort du quatrième tour a eu lieu le 16 juillet 2011 dans l’émission de football Monday Night Soccer.
| Club (division)    | Score | Club (division)           | Lieu de la rencontre | Date             |
| ------------------ | ----- | ------------------------- | -------------------- | ---------------- |
| Shamrock Rovers    | 2-2   | UC Dublin                 | Tallaght Stadium     | 29 août 2011     |
| UC Dublin          | 0-6   | Shamrock Rovers           | UCD Bowl             | 5 septembre 2011 |
| Waterford United   | 0-3   | St. Patrick's Athletic FC | -                    | 26 août 2011     |
| Bray Wanderers     | 0-4   | Limerick FC               | Carlisle Grounds     | 26 août 2011     |
| Longford Town      | 1-3   | Bohemian FC               | Flancare Park        | 27 août 2011     |
| Wexford Youths FC  | 1-3   | Cork City FC              | Ferrycarrig Park     | 26 août 2011     |
| Sligo Rovers       | 0-0   | Monaghan United           | Showgrounds          | 27 août 2011     |
| Monaghan United    | 0-4   | Sligo Rovers              | -                    | 31 août 2011     |
| Sherrif Youth Club | 0-3,  | Shelbourne FC             | Tolka Park           | 26 août 2011     |
| Drogheda United    | 0-0   | Dundalk FC                | Hunky Dorys Park     | 26 août 2011     |
| Dundalk FC         | 2-1   | Drogheda United           | Oriel Park           | 30 août 2011     |

## Quarts de finale
Le tirage au sort des quarts de finale a eu lieu le 29 août 2011 dans l’émission de football Monday Night Soccer.
| Club (division) | Score    | Club (division)           | Lieu de la rencontre | Date              |
| --------------- | -------- | ------------------------- | -------------------- | ----------------- |
| Cork City FC    | 0-1      | St. Patrick's Athletic FC | Turners Cross        | 16 septembre 2011 |
| Shelbourne FC   | 4-3      | Limerick FC               | Tolka Park           | 19 septembre 2011 |
| Dundalk FC      | 0-0      | Bohemian FC               | Oriel Park           | 16 septembre 2011 |
| Bohemian FC     | 1-0 (ap) | Dundalk FC                | Dalymount Park       | 3 octobre 2011    |
| Sligo Rovers    | 1-0      | Shamrock Rovers           | -                    | 19 septembre 2011 |

## Demi-finale
| Demi-finale 1   | Bohemian Football Club | 0-1 | Sligo Rovers Football Club | Dalymount Park |  |
| 16 octobre 2011 |                        | (-) |                            |                |  |

| Demi-finale 2   | Shelbourne Football Club | 1-1   | St. Patrick's Athletic Football Club | Tolka Park |  |
| 14 octobre 2011 | Hughes 72e               | (0-1) | North 41e                            |            |  |

## Finale
Les Sligo Rovers se qualifient pour leur troisième finale consécutive. Ils rencontrent en finale le club dublinois du Shelbourne FC leader de la First Division, la deuxième division nationale.
| Finale                | Sligo Rovers Football Club | 1 - 1 ap | Shelbourne Football Club | Aviva Stadium, Dublin |  |
| 6 novembre 2011 15:30 | Davoren 48e                | (0 - 1)  | 33e Hughes               |                       |  |
| 6 novembre 2011 15:30 | Tirs au but 4 - 1          |          |                          |                       |  |